# カーム
カームは、日本の競走馬、種牡馬。馬名の由来は「calm」、穏やかで落ち着いている意。

## 経歴

### デビュー前
カームは社台グループ傘下のノーザンファームで生まれた。父は名種牡馬サンデーサイレンス。母のフランクアーギュメントはフランスで3勝を挙げ、アメリカG1のフラワーボウルハンデキャップで2着の実績があり、見栄えのよいサンデーサイレンスなどの配合された種牡馬に見た目がよく似た産駒を多く出すのが特徴で、本馬も含め兄弟が高値で取引されている。しかし2019年現在、産駒のアドマイヤセラヴィから孫にあたるヒカルカザブエ（阪神大賞典2着）が出た以外、近親に日本での活躍馬は出ていない。
2000年のセレクトセールに「フランクアーギュメントの2000」の名で上場され、3億2000万円という破格の値段でサラブレッドクラブ・ラフィアン代表の岡田繁幸によって落札された。これはサンデーサイレンス産駒のなかで3番目の高額馬である。また2007年現在、セレクトセール史上5位の高額馬にあたる。
岡田は「筋肉の質が父に似ている」点や、「骨格が良く故障が考え難い」点をあげ、当時から「こんな馬には二度と会えないと思った」と絶賛し、ヨーロッパ遠征のプランもさることながら、たとえ走らなくとも将来の種牡馬候補として購入したことを公言していた。

### 現役時代
ほかのサンデーサイレンス産駒と同じく本馬も将来を嘱望されており、2歳になると岡田からは「サイレンススズカの再来」と期待されていた。しかし2歳時の調教中に、右前蹄骨骨折の重傷を負うという不幸に見舞われた。
当初はそのまま種牡馬になる予定だったが、関係者の尽力によって奇跡的に回復し、2003年7月27日の函館競馬第4競走・3歳未勝利（芝2000メートル）でデビューを迎えた。四位洋文を鞍上に迎え、レース経験馬を相手に単勝3番人気と支持を集めたが、結果はのちにダイヤモンドステークスを勝つこととなるウイングランツから大きく離された、16頭立ての13着であった。2戦目も3番人気に推されたが、15頭立ての9着。3戦目は騎手が秋山真一郎に乗り替わったが、ここも12着とよいところなく3連敗を喫した。結局中央競馬の3戦では1勝も挙げることができず、売却されることになった。
移籍先は岩手競馬となり、移籍緒戦となる2003年11月24日の盛岡競馬第1競走・3歳C2（ダート1200メートル）で菅原勲を背に、1番人気に応えて初勝利を挙げた。半年の休養をはさんで2004年6月19日に復帰し、7月4日、7月25日のレースとあわせて3連勝。休養前からの連勝を4に伸ばし、8月16日に盛岡のパストラルバーデンカップで、自身4度目の芝のレースに挑戦した。ここも1番人気に推されたが、地方競馬移籍後初の敗北となる6着に敗れている。2005年10月24日にも盛岡の芝レースに出走して11着に敗れており、中央時代とあわせて芝レースは5戦全敗、しかも全レース6着以下と相性が悪かった。しかしダートではその後も高い連対率を誇り、ほとんどが下級条件ながら計14勝をあげている。
最初で最後の重賞挑戦となった2005年12月31日の水沢競馬第10競走・桐花賞では4着となり、このレースを最後に引退した。途中で馬主が変わっているため単純な比較はできないが、総賞金757万円は、セレクトセールにおける購入額の約2.3パーセントであった。

### 競走成績
以下の内容は、netkeiba.comおよびJBISサーチ、地方競馬全国協会に基づく。
| 年月日     | 競馬場 | 競走名                     | 格   | 距離（馬場）  | 頭 数 | 枠 番 | 馬 番 | オッズ（人気） | 着順 | タイム （上り3F） | 着差 | 騎手       | 斤量（kg） | 勝ち馬/（2着馬）       |
| ---------- | ------ | -------------------------- | ---- | ------------- | ----- | ----- | ----- | -------------- | ---- | ----------------- | ---- | ---------- | ---------- | ---------------------- |
| 2003.07.27 | 函館   | 3歳未勝利                  |      | 芝2000m（良） | 16    | 3     | 5     | 05.3（3人）    | 13着 | 2:05.2 (37.2)     | -1.1 | 四位洋文   | 56         | ウイングランツ         |
| 0000.08.10 | 函館   | 3歳未勝利                  |      | 芝2000m（重） | 15    | 4     | 8     | 07.4（3人）    | 9着  | 2:08.5 (38.8)     | -1.4 | 四位洋文   | 56         | チャーミングクリス     |
| 0000.09.07 | 新潟   | 3歳未勝利                  |      | 芝2000m（良） | 18    | 5     | 10    | 17.2（6人）    | 12着 | 2:05.0 (38.4)     | -1.8 | 秋山真一郎 | 56         | オールゲイティー       |
| 0000.11.24 | 盛岡   | 3歳C2                      |      | ダ1200m（良） | 12    | 4     | 4     | 01.5（1人）    | 1着  | 1:14.8(00.0)      | -0.1 | 菅原勲     | 55         | （ローレルエスパー）   |
| 2004.06.19 | 水沢   | C3                         |      | ダ1300m（良） | 9     | 6     | 6     | 01.3（1人）    | 1着  | 1:23.5(00.0)      | -0.2 | 村上忍     | 55         | （ラブリージェント）   |
| 0000.07.04 | 水沢   | C3                         |      | ダ1300m（良） | 9     | 8     | 8     | 01.0（1人）    | 1着  | 1:24.2(00.0)      | -0.1 | 村上忍     | 55         | （チェリッシュザラブ） |
| 0000.07.25 | 盛岡   | C3                         |      | ダ1400m（良） | 12    | 8     | 11    | 01.4（1人）    | 1着  | 1:27.8(00.0)      | -0.2 | 村上忍     | 55         | （ベーシックフジ）     |
| 0000.08.16 | 盛岡   | パストラルガーデンカップ   | C1   | 芝1600m（良） | 12    | 3     | 3     | 0.0（1人）     | 6着  | 1:39.7(00.0)      | -1.0 | 村上忍     | 55         | マイネルサクシード     |
| 0000.08.29 | 水沢   | C3                         |      | ダ1400m（良） | 12    | 8     | 11    | 01.1（1人）    | 1着  | 1:31.9(00.0)      | -0.3 | 村上忍     | 55         | （ローレルエスパー）   |
| 0000.09.13 | 水沢   | C1                         |      | ダ1300m（良） | 10    | 2     | 2     | 01.3（1人）    | 1着  | 1:24.3(00.0)      | -0.2 | 村上忍     | 55         | （エムティラック）     |
| 0000.09.25 | 盛岡   | C1                         |      | ダ1600m（稍） | 12    | 5     | 6     | 02.7（2人）    | 1着  | 1:39.4(00.0)      | -0.3 | 村上忍     | 55         | （ピスカリパピヨン）   |
| 0000.10.10 | 盛岡   | B3                         |      | ダ1600m（不） | 11    | 1     | 1     | 01.2（1人）    | 1着  | 1:40.0(00.0)      | -0.2 | 村上忍     | 55         | （ミウラスピード）     |
| 0000.10.25 | 盛岡   | オキザリス賞               | A2   | ダ1600m（良） | 14    | 7     | 11    | 0.0（2人）     | 9着  | 1:41.2(00.0)      | -1.0 | 村上忍     | 56         | エイシンコンバイン     |
| 0000.10.31 | 盛岡   | B2                         |      | ダ1400m（稍） | 12    | 6     | 7     | 01.2（1人）    | 1着  | 1:26.8(00.0)      | -0.2 | 村上忍     | 55         | （エアユートゥー）     |
| 0000.11.15 | 水沢   | 寒風山特別                 | B2   | ダ1600m（稍） | 12    | 3     | 3     | 0.0（1人）     | 6着  | 1:43.8(00.0)      | -1.0 | 村上忍     | 55         | アリアンロッド         |
| 2005.05.04 | 水沢   | A2                         |      | ダ1600m（良） | 10    | 8     | 10    | 0.0（3人）     | 8着  | 1:47.3(00.0)      | -3.1 | 村上忍     | 55         | クリスタルアンバー     |
| 0000.05.22 | 盛岡   | A2                         |      | ダ1600m（良） | 12    | 5     | 5     | 0.0（3人）     | 2着  | 1:39.8(00.0)      | -0.0 | 村上忍     | 55         | ヤマニンシンバル       |
| 0000.06.06 | 盛岡   | カシオペア賞               | A2   | ダ1600m（良） | 13    | 6     | 9     | 0.0（3人）     | 7着  | 1:40.8(00.0)      | -2.6 | 村上忍     | 56         | テイクファイブ         |
| 0000.06.18 | 水沢   | A2                         |      | ダ1600m（良） | 11    | 5     | 5     | 03.4（2人）    | 1着  | 1:44.1(00.0)      | -0.1 | 村上忍     | 55         | （タイカンホープ）     |
| 0000.07.02 | 水沢   | ねむの木賞                 | A2   | ダ1600m（不） | 10    | 5     | 5     | 02.6（2人）    | 1着  | 1:41.0(00.0)      | -0.0 | 村上忍     | 56         | （ユーコーボス）       |
| 0000.07.31 | 盛岡   | タイムチャレンジレース     | A2   | ダ1600m（重） | 12    | 5     | 5     | 0.0（1人）     | 4着  | 1:39.2(00.0)      | -0.8 | 村上忍     | 55         | ヤマニンディレクト     |
| 0000.08.14 | 盛岡   | A2                         |      | ダ1800m（重） | 10    | 4     | 4     | 03.2（2人）    | 1着  | 1:56.5(00.0)      | -0.0 | 村上忍     | 55         | （ヤマニンシンバル）   |
| 0000.08.28 | 水沢   | A2                         |      | ダ1800m（良） | 9     | 6     | 6     | 01.4（1人）    | 1着  | 1:59.2(00.0)      | -0.2 | 村上忍     | 55         | （コスモシュプール）   |
| 0000.09.11 | 水沢   | エクセレント               | A1A2 | ダ1600m（良） | 9     | 5     | 5     | 0.0（1人）     | 4着  | 1:43.3(00.0)      | -0.7 | 村上忍     | 55         | ツジジオット           |
| 0000.10.08 | 盛岡   | M&Kジョッキーズカップ第1戦 | A2   | ダ1800m（稍） | 12    | 7     | 9     | 03.4（2人）    | 1着  | 1:57.2(00.0)      | -0.1 | 菅原勲     | 56         | （チュードサンデー）   |
| 0000.10.24 | 盛岡   | プロキオン賞               | A2   | 芝1700m（良） | 14    | 3     | 3     | 0.0（4人）     | 11着 | 1:49.2(00.0)      | -1.7 | 村上忍     | 56         | アスピリンスノー       |
| 0000.11.05 | 盛岡   | 秋嶺賞                     | A2   | ダ1600m（良） | 12    | 6     | 7     | 0.0（2人）     | 2着  | 1:40.9(00.0)      | -0.1 | 村上忍     | 56         | チュードサンデー       |
| 0000.11.21 | 水沢   | エクセレント               | A1A2 | ダ1600m（重） | 12    | 3     | 3     | 0.0（1人）     | 2着  | 1:42.7(00.0)      | -0.1 | 村上忍     | 55         | ツジジオット           |
| 0000.12.05 | 水沢   | エクセレント               | A1   | ダ1600m（不） | 11    | 7     | 9     | 0.0（2人）     | 10着 | 1:43.3(00.0)      | -3.6 | 村上忍     | 55         | ニッショウウララ       |
| 0000.12.31 | 水沢   | 桐花賞                     | 重賞 | ダ2000m（不） | 10    | 4     | 4     | 0.0（6人）     | 4着  | 2:13.5(00.0)      | -0.7 | 菅原雅文   | 57         | マツリダパレス         |

### 種牡馬時代
引退後は青森県八戸市の山内牧場で2006年から種牡馬となった。初年度産駒は2007年に2頭誕生し、2009年に中央競馬と兵庫でそれぞれデビュー。2013年11月10日福島競馬第1競走・2歳未勝利で、カシノカームが中央競馬での産駒初勝利をあげた。しかし、生産頭数はわずか23頭でそのうち血統登録されたのは21頭にとどまり、また種付けが行われたのは2011年が最後である。

## 血統表
| カームの血統                                           | カームの血統                       | カームの血統                       | （血統表の出典）                   | （血統表の出典） |
| 父系                                                   | サンデーサイレンス系（ヘイロー系） | サンデーサイレンス系（ヘイロー系） | サンデーサイレンス系（ヘイロー系） | [ § 2 ]          |
| 父 *サンデーサイレンス Sunday Silence 1986 青鹿毛      | 父の父Halo 1969 黒鹿毛             | Hail to Reason                     | Turn-to                            | Turn-to          |
| 父 *サンデーサイレンス Sunday Silence 1986 青鹿毛      | 父の父Halo 1969 黒鹿毛             | Hail to Reason                     | Nothirdchance                      |                  |
| 父 *サンデーサイレンス Sunday Silence 1986 青鹿毛      | 父の父Halo 1969 黒鹿毛             | Cosmah                             | Cosmic Bomb                        | Cosmic Bomb      |
| 父 *サンデーサイレンス Sunday Silence 1986 青鹿毛      | 父の父Halo 1969 黒鹿毛             | Cosmah                             | Almahmoud                          |                  |
| 父 *サンデーサイレンス Sunday Silence 1986 青鹿毛      | 父の母Wishing Well 1975 鹿毛       | Understanding                      | Promised Land                      | Promised Land    |
| 父 *サンデーサイレンス Sunday Silence 1986 青鹿毛      | 父の母Wishing Well 1975 鹿毛       | Understanding                      | Pretty Ways                        |                  |
| 父 *サンデーサイレンス Sunday Silence 1986 青鹿毛      | 父の母Wishing Well 1975 鹿毛       | Mountain Flower                    | Montparnasse                       | Montparnasse     |
| 父 *サンデーサイレンス Sunday Silence 1986 青鹿毛      | 父の母Wishing Well 1975 鹿毛       | Mountain Flower                    | Edelweiss                          |                  |
| 母 * フランクアーギュメント Franc Argument 1986 黒鹿毛 | 母の父Argument 1977                | Kautokeino                         | Relko                              | Relko            |
| 母 * フランクアーギュメント Franc Argument 1986 黒鹿毛 | 母の父Argument 1977                | Kautokeino                         | Cranberry                          |                  |
| 母 * フランクアーギュメント Franc Argument 1986 黒鹿毛 | 母の父Argument 1977                | Arantelle                          | Tapioca                            | Tapioca          |
| 母 * フランクアーギュメント Franc Argument 1986 黒鹿毛 | 母の父Argument 1977                | Arantelle                          | Neputune's Doll                    |                  |
| 母 * フランクアーギュメント Franc Argument 1986 黒鹿毛 | 母の母Franca 1976 鹿毛             | *ヴァイスリーガル                  | Northern Dancer                    | Northern Dancer  |
| 母 * フランクアーギュメント Franc Argument 1986 黒鹿毛 | 母の母Franca 1976 鹿毛             | *ヴァイスリーガル                  | Victoria Regina                    |                  |
| 母 * フランクアーギュメント Franc Argument 1986 黒鹿毛 | 母の母Franca 1976 鹿毛             | Tudor Gwen                         | Tudor Melody                       | Tudor Melody     |
| 母 * フランクアーギュメント Franc Argument 1986 黒鹿毛 | 母の母Franca 1976 鹿毛             | Tudor Gwen                         | Lucky Gwen                         |                  |
| 母系(F-No.)                                            | フランクアーギュメント系(FN:11-f)  | フランクアーギュメント系(FN:11-f)  | フランクアーギュメント系(FN:11-f)  | [ § 3 ]          |
| 5代内の近親交配                                        | なし                               | なし                               | なし                               | [ § 4 ]          |
| 出典                                                   | 1. 2. 3. 4.                        | 1. 2. 3. 4.                        | 1. 2. 3. 4.                        | 1. 2. 3. 4.      |

- 本馬の全兄に万葉ステークスなど4勝を挙げたアドマイヤロード、また母の半兄にハリウッドターフカップステークスなどGI2勝を挙げた、Frankly Perfect（父Perrault）がいる[13]。